# Jardín botánico regional Eurobodalla
El Jardín botánico regional Eurobodalla (inglés: Eurobodalla Regional Botanic Gardens) es un jardín botánico y arboreto de 42 hectáreas de extensión, próximo al centro de Batemans Bay, Nueva Gales del Sur, Australia. 
El código de reconocimiento internacional de "Eurobodalla Regional Botanic Gardens" como miembro del "Botanic Gardens Conservation Internacional" (BGCI), así como las siglas de su herbario es BATEM.

## Localización e información
El "Eurobodalla Regional Botanic Gardens" está situado en el "Shire of Eurobodalla" (condado de Erobodalla), aproximadamente 270 kilómetros al sur de Sídney, y 150 kilómetros al este de Canberra. El condado se extiende sobre 110 kilómetros de línea costera desde "Durras Lake" en el norte a "Wallaga Lake" en el sur. El condado incluye las mayores ciudades de Batemans Bay, Moruya y Narooma.
El jardín botánico está junto al Parque nacional Eurobodalla.
Eurobodalla Regional Botanic Gardens PO Box 116, Batemans Bay, NSW 2536 Australia.
Planos y vistas satelitales.35°41′11.0394″S 150°9′53.6394″E / -35.686399833, 150.164899833
Este jardín botánico está abierto de martes a viernes.

## Historia
El "Eurobodalla Regional Botanic Gardens" se creó con la intención de recoger las plantas más representativas que crecen en la región de Batemans Bay en la costa sur de Nueva Gales del Sur. Siendo un servicio del condado de "Eurobodalla Shire Council".
Los objetivos propuestos simplemente son conservación, educación y reconstrucción. Los voluntarios asisten al personal a tiempo completo en la mayoría de los aspectos del trabajo. 
En el sitio abunda una gran variedad de flora y de fauna; la flora original del área incluye muchas de las 2000 especies encontradas dentro de la región de recogida, y la fauna consiste en canguros, Ualabís, bandicotas, oposum, equidnas, serpientes, lagartos, ranas y muchas especies de pájaros.

## Colecciones
En el jardín botánico el 100 % de las colecciones e de la flora australiana.
En la colección de plantas vivas, la flora cultivada en los jardines se extrae principalmente del "Shire of Eurobodalla" (condado de Eurobodalla), pero también incluye partes de los condados de "Shoalhaven", "Palerang" y "Bega Valley Shires". Esto es así porque la región de recogida de las plantas tiene una base geográfica que cubre la zona comprendida entre tre grandes ríos, el "Clyde", "Deua" y "Tuross". Estos ríos fluyen hacia el este de la cordillera divisoria a la costa; por lo tanto la región abarca una amplia gama de comunidades de plantas, desde gran altitud subalpina a las dunas costeras y del mar. Los jardines están en una posición excelente para asistir a la conservación de las especies amenazadas y en peligro, de acuerdo con la legislación de la "Commonwealth" (comunidad) y del estado. 
- Secciones : La vegetación se agrupa en secciones según la zona de procedencia :

Zona 1 :

Parqueadero:Lechos de cultivo levantados del jardín que contienen una serie de pequeños arbustos convenientes para los jardines caseros.
Zona 2:

Centro de información/herbario, las especies cultivadas en esta zona son resistentes con un grado bajo de cuidados. 
Zona 3:
 
Deep Creek Glade (Claro del arroyo profundo), con hierbas segadas y una serie de arbustos. Situado a lo largo de márgenes del arroyo se establecen las especies de la selva tropical.
Zona 4:

Una serie de jardines especializados, incluyendo el sendero para personas de movilidad limitada, los prados, el jardín sensorial, selva tropical, Xeriscape (tierras secas), y los jardines del humedal, el montón de Wisconsin, el jardín de la duna de arena y la piel del pájaro.
Zona 5:

Lago y Anfiteatro, vegetación natural junto a los márgenes del arroyo y especies acuáticas. 
Zona 6:

Plantas de las áreas de yermo del "Wadbilliga" y del "Deua".
Zona 7:

Arboreto, El arboreto contiene las especies de árboles encontradas en la región de recogida, complementada por agrupaciones taxonómicas de arbustos. El arboreto proporciona una oportunidad para que los visitantes determinen las calidades de los varios árboles para ajardinar o su uso hortícola. El tratamiento de tierra del arboreto se reduce a hierba segada. 
La colección del Herbario incluye una pequeña colección de musgos, y una colección de hongos explicada. Además durante el tiempo de actividad del curador del herbario se ha incrementado con unas 2000 especies que crecen de un modo natural en la región de recogida, una filosofía de la planta que apoya el concepto regional de los jardines botánicos. La colección incluye las especies introducidas que se han naturalizado. La región de recogida cubre las captaciones de los ríos Clyde, Deua y Tuross que cubren una gran variedad de hábitat y de comunidades de plantas. 

## Galería de imágenes

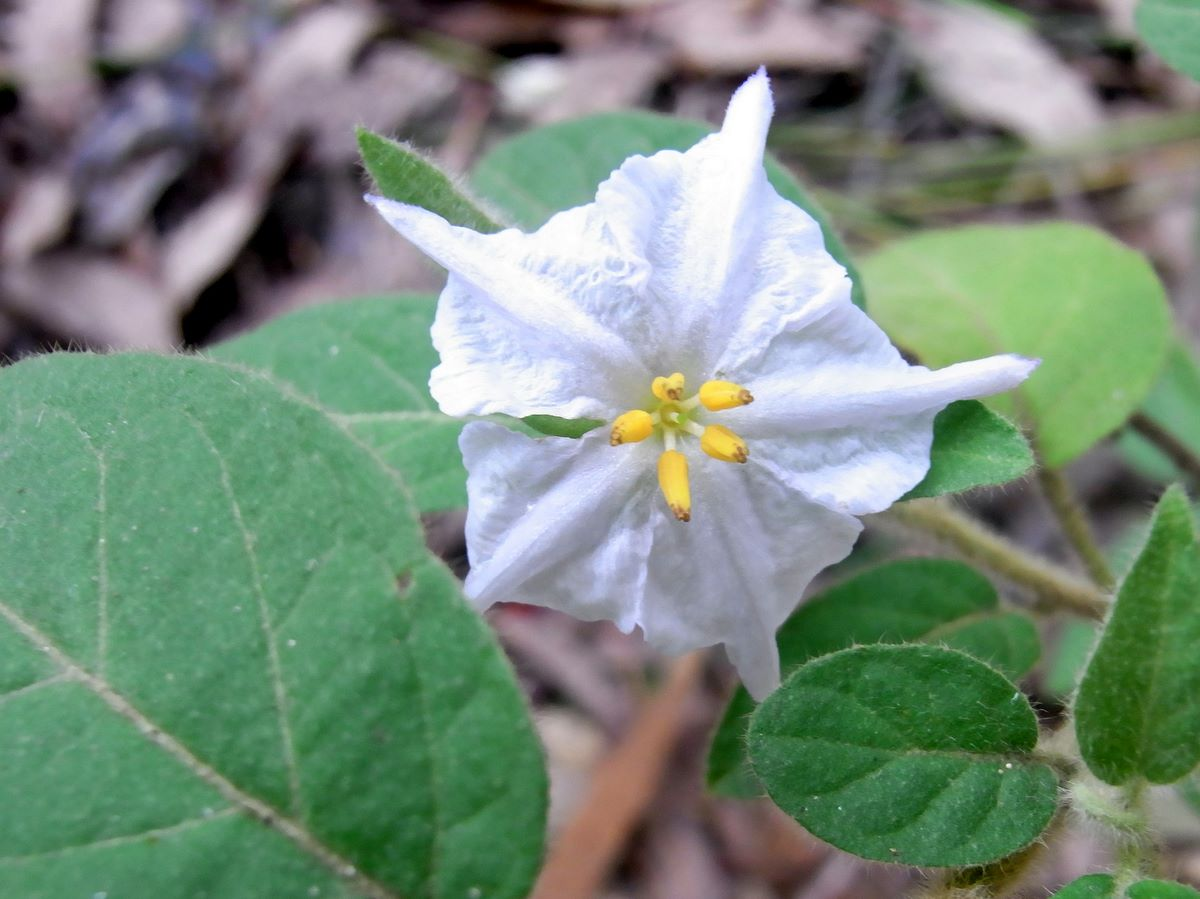
Furry Nightshade.
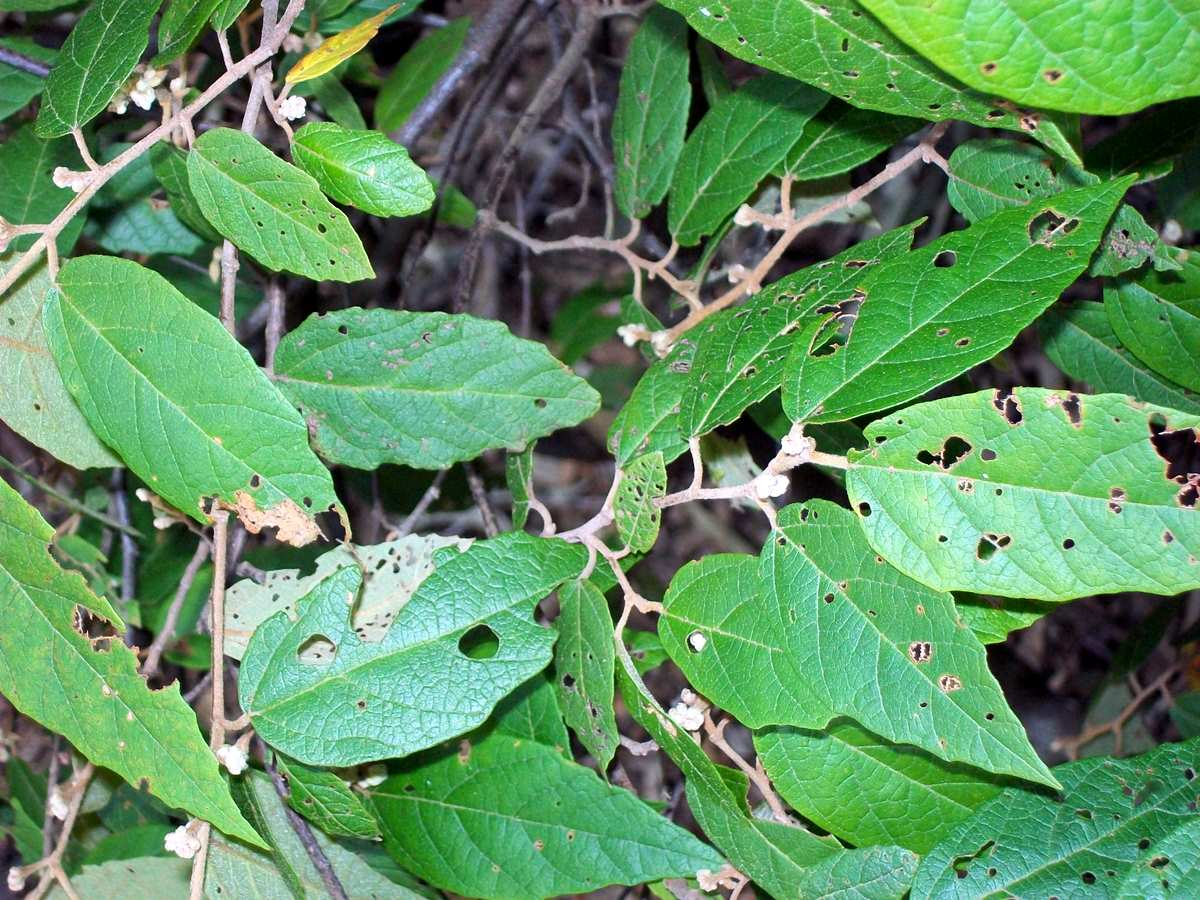
Seringia arborescens, Batemans Bay.
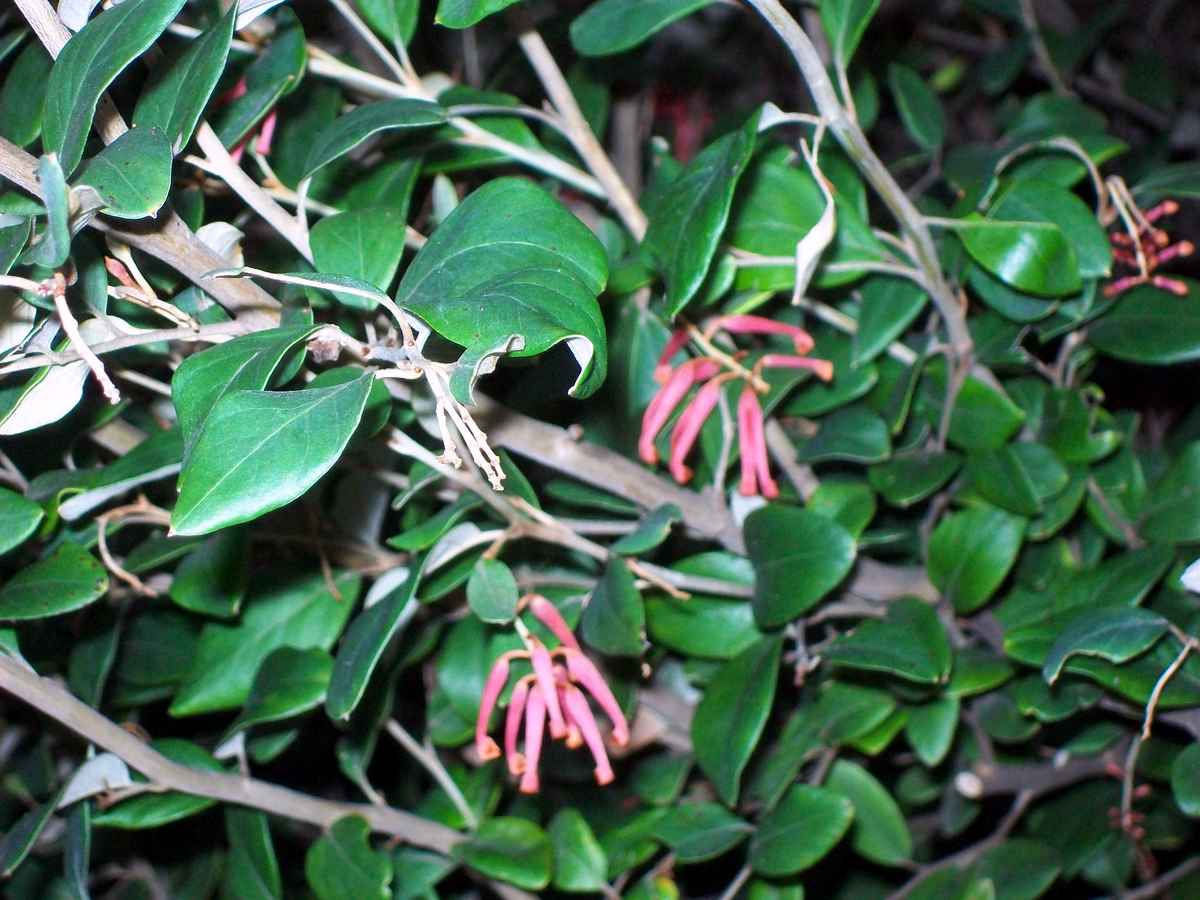
Grevillea oxyantha.
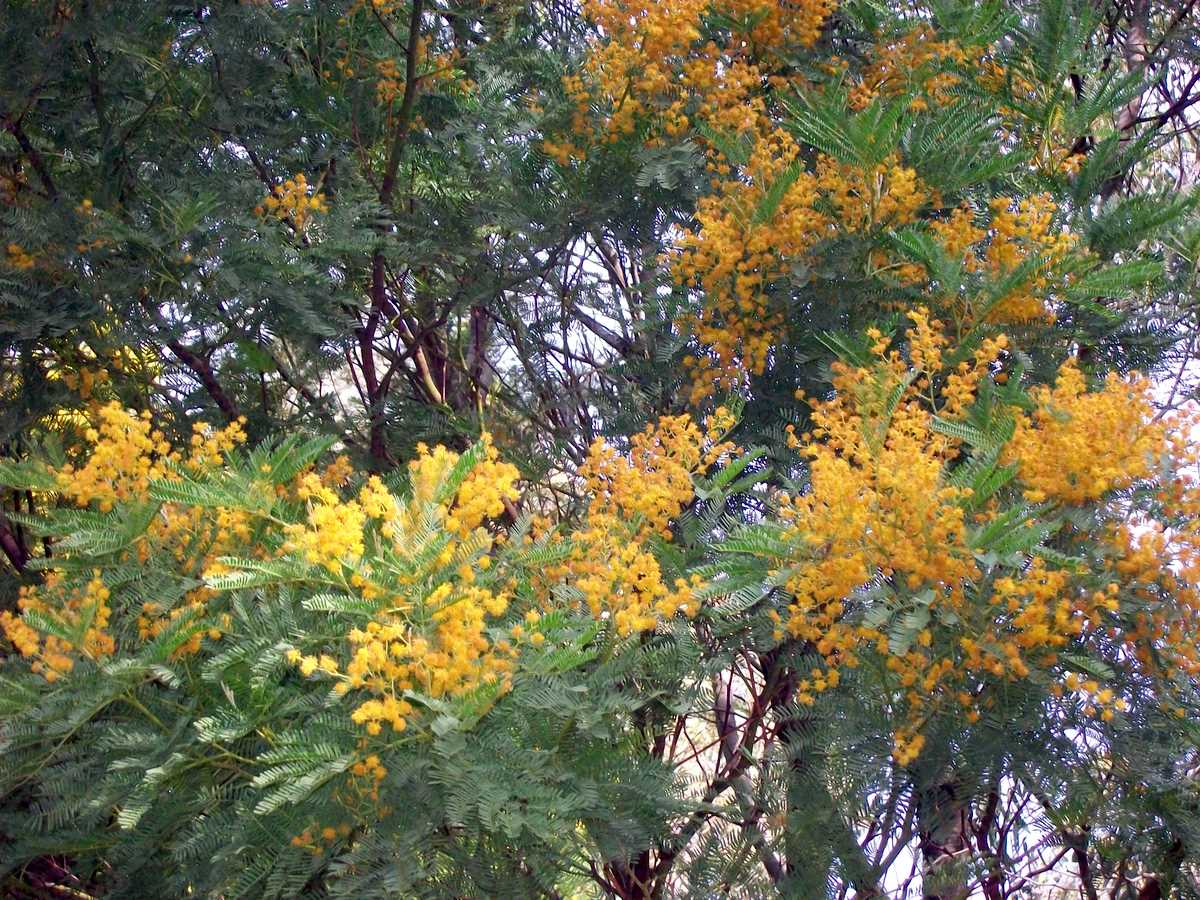
Flores de Acacia blayana.